# Linares de Mora
Linares de Mora es un municipio y localidad española de la provincia de Teruel, en la comunidad autónoma de Aragón. El término municipal, ubicado en la sierra de Gúdar y perteneciente a la comarca de Gúdar-Javalambre, tiene una población de 233 habitantes (INE 2024) y consta de dos núcleos: Linares de Mora y Castelvispal.

## Geografía
La localidad de Linares de Mora se encuentra en la margen izquierda del río Linares, en plena  sierra de Gúdar, y sobre un asentamiento rocoso rodeado de montañas.

## Historia
A mediados del siglo XIX, la villa tenía contabilizada una población de 600 habitantes. Aparece descrita en el décimo volumen del Diccionario geográfico-estadístico-histórico de España y sus posesiones de Ultramar de Pascual Madoz de la siguiente manera:

LINARES: v. con ayunt. en la prov. de Teruel (11 leg.), part. jud. de Mora (4 1/2), dióc., aud. terr. y c. g. de Aragon (Zaragoza): sit. en la márg.izq. del r. Linares en una hondonada, sobre las vertientes merid. de las elevadas sierras de Monnegro; se halla defendida de los vientos del N.; goza de buen clima y no se conocen enfermedades rebeldes ó malignas. Se compone de unas 100 casas formando cuerpo de pobl. entre ellas la del ayunt., todas de mala construccion á escepcion de 4 ó 6 que son regulares y muy capaces; las calles se hallan sucias, pendientes y mal empedradas; hay una escuela de niños á la que asisten 50, y otra de niñas poco concurrida; un hospital en mal estado por haberse sustraido sus efectos durante la última guerra; este edificio fué palacio de los templarios, ant. señores de esta v.; tiene una iglesia parr. de bastante capacidad y buena arquitectura bajo la advocacion de la Purísima Concepcion y San Nicolas de Bari; se halla servida por un cura de primer ascenso y 3 beneficiados y un cementerio que en nada perjudica á la salud pública. Confina su térm. al N. con Val de Linares y Mosqueruela; E. Puerto Mingalvo y Castel-vispel; S. Nogueruelas y O. Alcalá de la Selva; en él y á la falda del monte llamado de Monnegro, tiene su origen el r. Linares que muy luego se introduce en la prov. de Castellón por el part. de Lucena, conociéndosele mas generalmente con el nombre de r. de Villahermosa (V.); hay ademas gran copia de manantiales de aguas muy puras y cristalinas; en este térm. se hallan diseminadas unas 72 masías ó casas de campo habitadas por labradores y 3 ermitas dedicadas á Sta. Ana, Sta. Bárbara y Ntra. Sra. del Loreto. El terreno es muy montuoso y quebrado, abundantes sus sierras de pinos, arbustos y buenos pastos; tambien denota contener gran copia de minerales plomizos y ferruginosos que no se benefician. Los caminos: son malísimos y aunque los carlistas abrieron una carretera para llevar la artillería de Cantavieja á Alpuente, la cual cruzaba todo el térm., no ha podido conservarse en un terreno en estremo fragoso, y cuyos montes estan cubiertos de nieve la mitad del año. La correspondencia se busca todas las semanas una vez en la estafeta de Mora. prod.: centeno que es lo mas abundante, algun trigo, cebada, lentejas y avena, y en unos pequeños huertos alrededor de la poblacion se crian buenas verduras para el consumo de los hab.; hay ganado lanar y poco vacuno; y caza de perdices y conejos. ind.: 3 molinos harineros y 2 batanes, hallándose muy en decadencia la fabricacion de bayetas, por el nuevo sistema de máquinas introducidas en Rubielos y Nogueruelas, para egercer esta misma ind. pobl.: 150 vec., 600 alm. riqueza imp.: 194,223 rs.
Esta v. estuvo fortificada por los carlistas desde el año 1839 hasta abril del 40 que la abandonaron, y es patria del Excmo. Sr. D. Pedro José Fonte, arz. que fué de Méjico, quien fundó en la misma el hofpital que hemos mencionado en otro lugar de este artículo.
(Madoz, 1847, p. 300)

Hasta la reforma de la nomenclatura municipal de 1916 el municipio se llamaba simplemente Linares. En dicha fecha su nombre fue modificado por el de {{subst:PAGENAME}}. En 1971 creció el término del municipio porque incorporó el de Castelvispal. El conjunto urbano de Linares fue declarado bien de interés cultural en 2004.

## Administración y política
| Período   | Alcalde                  | Partido      |  |
| --------- | ------------------------ | ------------ |  |
| 1979-1983 | Julián Peiró Fabregat    | UCD          |  |
| 1983-1987 | Juan Pedro Alegre Blasco | PAR          |  |
| 1987-1991 | Juan Pedro Alegre Blasco | PAR          |  |
| 1991-1995 | Juan Pedro Alegre Blasco | PAR          |  |
| 1995-1999 | Juan Pedro Alegre Blasco | PAR          |  |
| 1999-2003 |                          |              |  |
| 2003-2007 |                          |              |  |
| 2007-2011 |                          |              |  |
| 2011-2015 | Yolanda Sevilla Salvador | PP de Aragón |  |

| Partido político    | Partido político                                   | 2003   | 2007   | 2011   | 2015   |
| Partido político    | Partido político                                   | Ediles | Ediles | Ediles | Ediles |
|                     | Partido Popular de Aragón (PP)                     | 4      | 3      | 4      | 5      |
|                     | Partido Aragonés (PAR)                             | 3      | 4      | 3      | 2      |
|                     | Partido de los Socialistas de Aragón (PSOE-Aragón) | 0      | —      | —      | —      |
| Total de concejales | Total de concejales                                | 7      | 7      | 7      | 7      |

## Demografía
Linares de Mora cuenta con una población de 233 habitantes (INE 2024).
| Gráfica de evolución demográfica de Linares de Mora entre 1842 y 2021 |
| |
| Población de derecho según los censos de población del INE Población de hecho según los censos de población del INEEn estos censos se denominaba Linares: 1842, 1857, 1860, 1877, 1887, 1897, 1900 y 1910 Entre el censo de 1981 y el anterior, crece el término del municipio porque incorpora a 44069 (Castelvispal) |

### Población por núcleos
Desglose de población según el Padrón Continuo por Unidad Poblacional del INE.
| Núcleos         | Habitantes (2014) | Varones | Mujeres |
| --------------- | ----------------- | ------- | ------- |
| Castelvispal    | 7                 | 4       | 3       |
| Linares de Mora | 267               | 152     | 115     |

## Economía

### Evolución de la deuda viva
El concepto de deuda viva contempla sólo las deudas con cajas y bancos relativas a créditos financieros, valores de renta fija y préstamos o créditos transferidos a terceros, excluyéndose, por tanto, la deuda comercial.
| Gráfica de evolución de la deuda viva del ayuntamiento entre 2008 y 2014                             |
| |
| Deuda viva del ayuntamiento en miles de Euros según datos del Ministerio de Hacienda y Ad. Públicas. |

La deuda viva municipal por habitante en 2014 ascendía a 492,47 €.

## Urbanismo

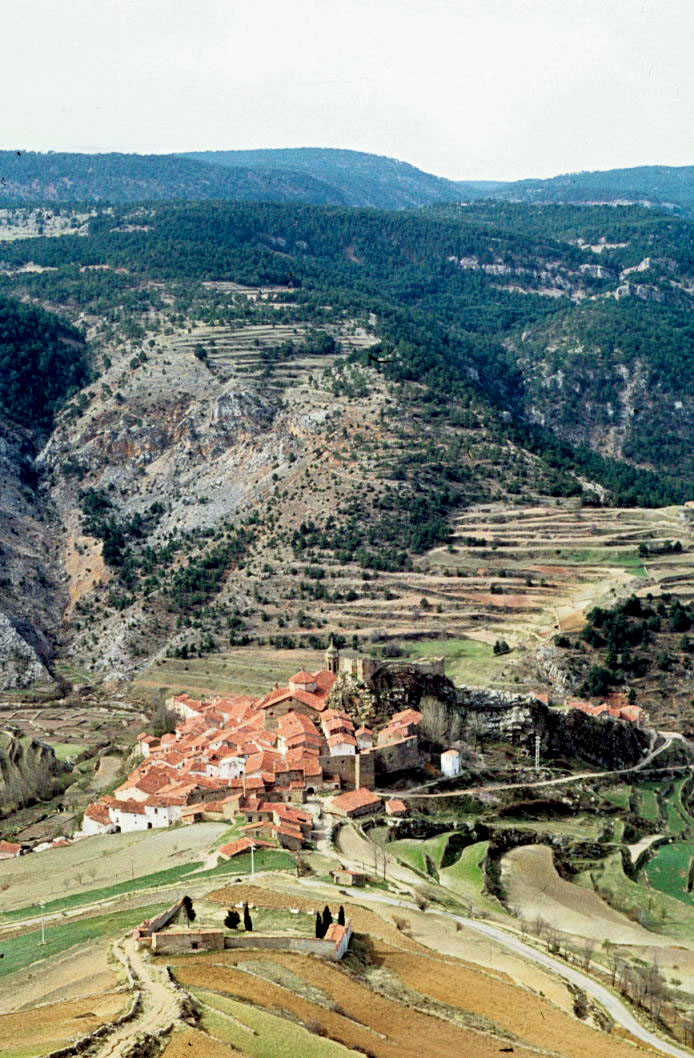
Vista del casco urbano en la década de 1970

La trama urbana del conjunto se caracteriza por su perfecta integración del marco natural en el que se ubica, en la parte alta de una roca, lo que le confiere una gran majestuosidad. Este hecho va a propiciar que su trama urbana y su caserío de arquitectura popular se adapten perfectamente a la orografía tan particular en la que se asienta, mostrando una gran cantidad de perspectivas, perfiles y matices.
La villa fortificada de Linares de Mora tiene un urbanismo, escasamente modificado, típico de una villa bajomedieval amurallada con un caserío homogéneo, en el que se encuentran interesantes ejemplos de construcciones medievales (castillo, murallas, portales de muralla,...) y barrocas (iglesia parroquial de la Inmaculada Concepción), así como viviendas notables y otras más populares, unificado todo ello a través de un trazado urbano regular y con los tonos cromáticos de las construcciones encaladas y con tejados rojizos de teja árabe.
La imagen de la villa viene marcada por dos elementos: los restos de su castillo (siglo XIII), sito en el punto más elevado de la roca, y por su iglesia parroquial (siglo XVIII), obra maestra del barroco turolense, dotada de campanario exento. Por las laderas sur y este del asentamiento rocoso, y adoptando forma
de L, en la que la iglesia ocupa su ángulo, se desarrolla el caserío articulado en cada uno de los brazos de la L, en cuatro vías paralelas y escalonadas (por su adaptación a la topografía). En este regular trazado destacan la ausencia de espacios abiertos y lo homogéneo de su tejido urbano configurado por edificaciones entre medianerías  — pared común a dos casas — de tres alturas y doble fachada —al situarse en calles a distinto nivel—, en las que se hace patente la presencia de abundantes huecos y balconajes en sus fachadas principales. La muralla que recorría la totalidad de la población presentaba sus portales en los extremos oeste, hoy desaparecidos, y noreste, en el que se han conservado tres portales a distinta altura de la misma: el Portal de Abajo, principal acceso al recinto, el Portal de Enmedio, y el Portal Alto, que da acceso al barrio del Hospital, zona más popular y rural de todo el conjunto, desarrollada en torno al Antiguo Hospital y ermita de Santa Lucía.

### Iglesia de la Inmaculada

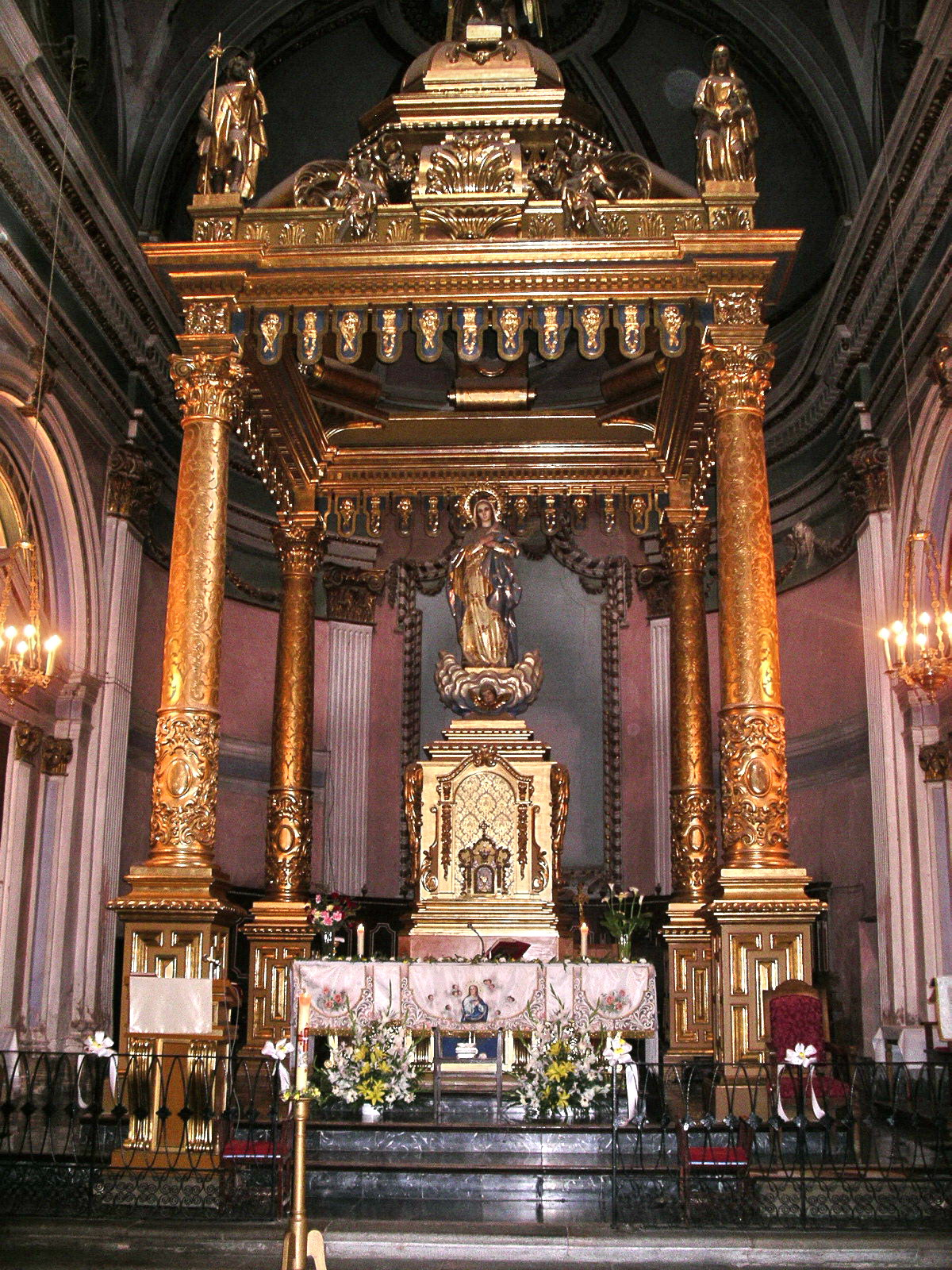
Interior de la iglesia de la Inmaculada

Se trata de una construcción del siglo XVIII (1785-1795) realizada, según trazas del maestro Martín de la Aldehuela, en mampostería enlucida y combinada con sillar en los ángulos y marcos de los vanos (éstos enlucidos en rojo). 
Exteriormente se presenta como un volumen compacto, aunque en el interior se halla dividida en tres naves, de mayor altura la central, pero que han sido igualadas gracias a la construcción de una cámara sobre las laterales. Asimismo cuenta con un crucero cubierto con cúpula. La cabecera es semicircular en el interior, aunque recta en el exterior, y se halla integrada por el espacio central de la capilla mayor, en la que se sitúa un gran baldaquino cobijando la imagen de la Inmaculada, y dos capillas laterales (la de la derecha, con uso de sacristía).
Interiormente la decoración barroca clasicista consiste en pinturas murales, principalmente en las bóvedas de cañón con lunetos que cubren la nave central, pequeños motivos en estuco y un enlucido en tonos pastel. La fachada principal, muy sobria, también se encuentra dividida en tres partes, reflejo de la distribución interior. Frente al hastial occidental y exenta, se alza la torre campanario de tres cuerpos; es de planta cuadrada el primero y octogonales los dos últimos, al igual que el chapitel de remate. Su estado de conservación es bueno.

## Árboles ejemplares

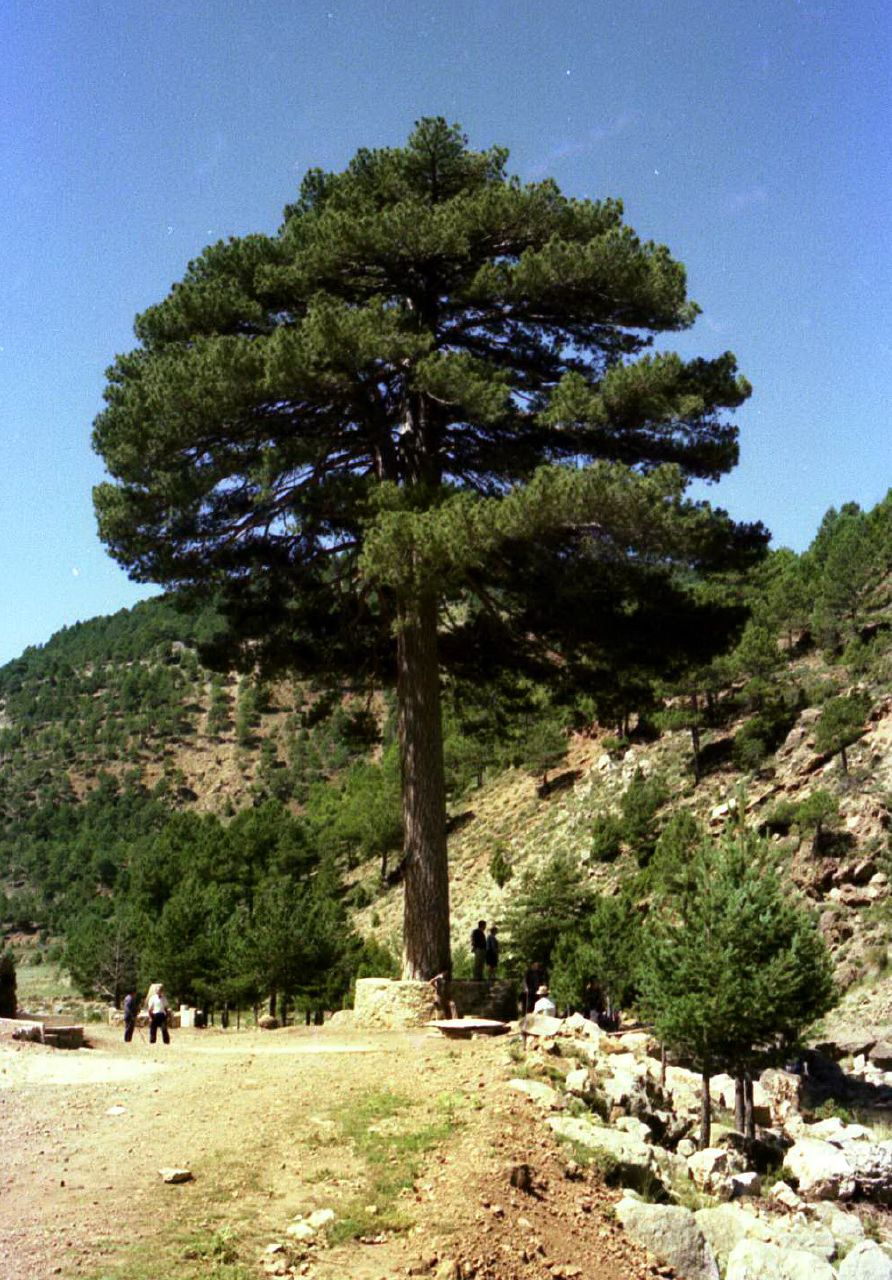
Pino el Escobón

El término municipal se encuentra en gran parte cubierto por frondosos pinares, entre los que destaca el inmenso y centenario pino el Escobón, en la sierra de Gúdar. Junto a este árbol se encuentran las labores de la mina Resurrección, que fue explotada en el siglo XIX para extraer plomo y zinc. El entorno se ha transformado en área recreativa. También destacan los parajes del río Linares.